# Pseudochoeromorpha ochracea
Pseudochoeromorpha ochracea är en skalbaggsart som först beskrevs av Thomson 1878.  Pseudochoeromorpha ochracea ingår i släktet Pseudochoeromorpha och familjen långhorningar. Inga underarter finns listade i Catalogue of Life.